# Česká národní budova

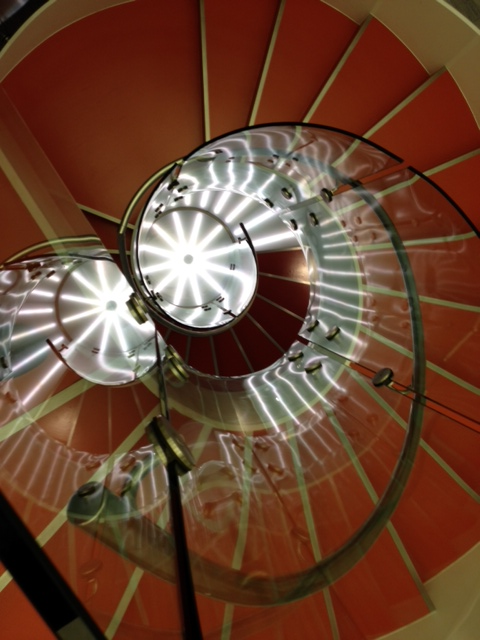
Interiér

Bohemian National Hall (česky: Česká národní budova) je pětipodlažní budova na 321 East 73rd Street na Upper East Side na Manhattanu .  Budova byla postavena v letech 1895 až 1897 v neorenesančním stylu architektem Williamem C. Frohnem. Bylo to českoamerické sociální a kulturní centrum v New Yorku. Od konce 30. let do 80. let byly prostory v budově také pronajímány různým organizacím, včetně Manhattan Theatre Club, který zde začínal. V roce 1994 byla budova vyhlášena městskou památkou města New York. 
V roce 2001 byla zchátralá budova prodána českou krajanskou organizací Bohemian Benevolent & Literary Association České republice za 1 dolar. Na oplátku se česká vláda zavázala k rekonstrukci celé budovy. K prvnímu použití po změně vlastnictví došlo v roce 2005, kdy budova posloužila jako místo pro oslavy 70. narozenin Václava Havla, úvodní akce pro divadelní společnost Untitled Theatre Company # 61's Havel Festival. Po několika dalších událostech se budova uzavřela a znovuotevřela až po kompletní rekonstrukci 30. října 2008. 
Nyní je budova sídlem českého konzulátu, Českého centra New York a krajanských spolků Bohemian Benevolent & Literary Association a Dvorak American Heritage Association. V budově je také malé kino, umělecká galerie, hlavní taneční sál sloužící také jako divadlo a střešní terasa. Od 23. května 2011 se v přízemí budovy nachází česká restaurace. 